# Station Como Nord Borghi

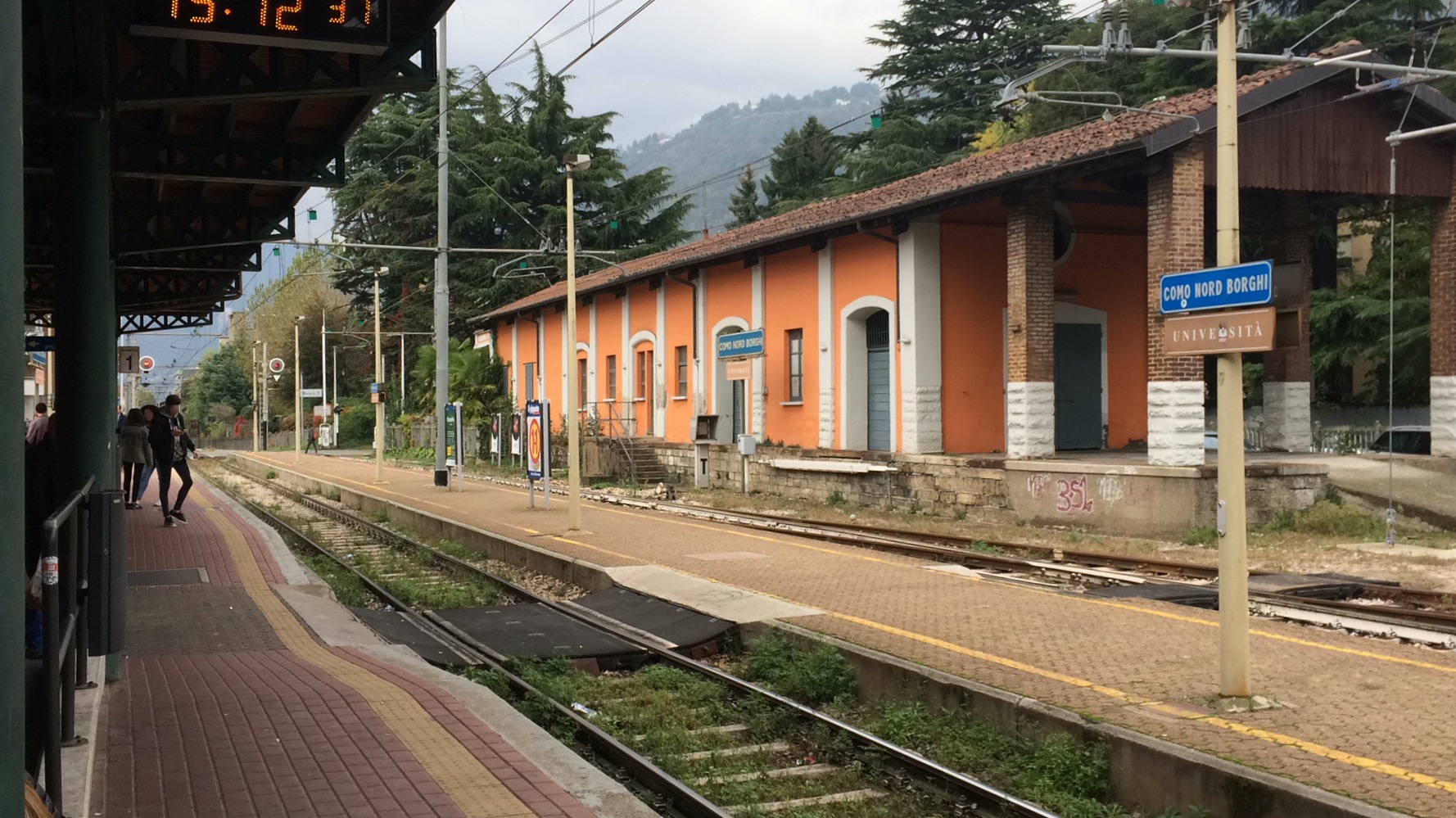
De perrons

Het station Como Nord Borghi of station Como Borghi is een spoorwegstation in de stad Como in de Noord-Italiaanse provincie Como in de regio Lombardije.
Het station ligt ten zuidoosten van de binnenstad en is een van de drie stations nabij het stadscentrum van Como. Ten noorden ervan ligt nog één station aan de lijn, het station Como Nord Lago, in zuidelijke richting ligt het eerstvolgende station Como Nord Camerlata.
Het station werd in 1885 geopend op de spoorlijn Como-Varese. Sinds 1898 is het ook onderdeel van de spoorlijn Saronno-Como. Het station wordt bediend door de spoorwegmaatschappij Trenord en het station is in het beheer van Ferrovienord.
Het (grotere) station Como San Giovanni ligt aan de westzijde van het stadscentrum op een andere spoorlijn (Milaan-Chiasso) dan de lijn waaraan de stations Como Nord Borghi en Como Nord Lago gelegen zijn.
Sinds 2015 worden er (definitief) geen kaartjes meer verkocht via het loket op dit station.